# کرپنو
کرپنو (به لهستانی:  Krypno) یک روستا در لهستان است که در گمینا کرپنو واقع شده‌است.